# Pat Onstad
Pat Onstad, all'anagrafe Patrick Stewart Onstad (Vancouver, 13 gennaio 1968), è un allenatore di calcio ed ex calciatore canadese, di ruolo portiere, vice allenatore del D.C. United.

## Palmarès

### Club

#### Competizioni Nazionali
- Campionato MLS: 3

San Jose Earthquakes: 2003
Houston Dynamo: 2006, 2007

#### Individuale
- MLS Best XI: 2

2003, 2005

### Nazionale
- Gold Cup: 1

2000